# Новая Жизнь (Кировская область)
 Но́вая Жизнь  — деревня в Кильмезском районе Кировской области в составе Рыбно-Ватажского сельского поселения.

## География
Расположена на расстоянии примерно 40 км по прямой на север от райцентра поселка Кильмезь.

## История
Известна с 1939 года, в 1950 28 хозяйств и 142 жителя, в 1989 91 житель.

## Население
Постоянное население составляло 86 человек (татары 99%) в 2002 году, 4 в 2010.